# Nélson Pereira
Nélson Alexandre Gomes Pereira (Torres Vedras, 20 oktober 1975) – alias Nélson Pereira of kortweg Nélson – is een Portugees voormalig doelman in het betaald voetbal. Nélson speelde in 2002 drie interlands in het Portugees voetbalelftal.

## Clubcarrière
In 1986 begon Nélson zijn carrière als doelman bij de lokale club Torreense uit zijn geboorteregio Torres Vedras. In 1994 stroomde hij door naar het eerste elftal, waarna hij in 1997 de overstap maakte naar de Portugese topclub Sporting CP. Nélson was bij Sporting negen seizoenen lang reservedoelman, onder anderen achter Peter Schmeichel en Ricardo. Nélson keepte uiteindelijk 66 competitiewedstrijden. Met Sporting Lissabon pakte hij twee Portugese landstitels (2000 en 2002) en veroverde hij een keer de beker (2002). Tijdens het seizoen 2006/07 stond Nélson acht wedstrijden tussen de palen voor Vitória Setúbal.
Nélson was pas tussen 2007 en 2009 voor een ruime periode eerste doelman. Dat gebeurde bij CF Estrela da Amadora, waar hij 53 wedstrijden keepte.
Zijn laatste club was CF Os Belenenses, daar stond hij dertienmaal onder de lat. In 2010 beëindigde de Portugese doelman zijn profcarrière.

## Interlandcarrière
In de zomer van 2002 nam Pereira met het Portugees voetbalelftal deel aan het WK in Japan en Zuid-Korea. Hij was reservedoelman achter Vítor Baía en opnieuw Ricardo.

## Erelijst
| Primeira Liga    | 2x | 1999/00, 2001/02 |
| Taça de Portugal | 1x | 2001/02          |

1 Baía ·
2 J. Costa ·
3 Xavier ·
4 Caneira ·
5 Couto  ·
6 Sousa ·
7 Figo ·
8 Pinto ·
9 Pauleta ·
10 R. Costa ·
11 Conceição ·
12 Viana ·
13 Andrade ·
14 Barbosa ·
15 Nélson ·
16 Ricardo ·
17 Bento ·
18 Frechaut ·
19 Capucho ·
20 Petit ·
21 Gomes ·
22 Beto Severo ·
23 Jorge ·
Coach: Oliveira